# Indice de Herfindahl-Hirschmann
Pour les articles homonymes, voir Hirschman (homonymie), IHH et HHI.
L'indice de Herfindahl-Hirschmann (en anglais, Herfindahl-Hirschman Index : IHH ou HHI) est un indice mesurant la concentration du marché, c'est-à-dire du nombre d'entreprises à produire un bien ou à fournir un service.

## Concept

### Principes
L'indice est établi en additionnant le carré des parts de marché (généralement multipliées par 100) de toutes les entreprises du secteur considéré. Plus l'IHH d'un secteur est fort, plus la production est concentrée entre un petit nombre d'entreprises.
L'IHH est utilisé en droit de la concurrence par les autorités de concurrence. Elles calculent l'IHH en valeur absolue et notamment en variation, afin de déterminer ce qu'il se passerait si telle et telle entreprise venaient à fusionner. Ces tests distinguent trois zones:
1. IHH inférieur à 1000 : secteur peu concentré, présentant peu de risques de problèmes ;
2. IHH compris entre 1000 et 2000, avec une variation supérieure à 250 : zone intermédiaire, pouvant présenter des risques en présence de certains facteurs. Et si la variation est inférieure à 250, il est peu probable que la concentration soit problématique ;
3. IHH supérieur à 2000, avec une variation supérieure à 150 : la concentration sera généralement non-admise. Et si la variation est inférieure à 150, il est peu probable que la concentration soit problématique.

### Applications
L'indice fait l'objet d'applications par les autorités de la concurrence. Aux États-Unis, une transaction qui augmente de plus de 100 points l'IHH d'un secteur est soumise aux lois anti-trust. De même, la Commission européenne s'y réfère dans ses lignes directrices sur l'appréciation des concentrations horizontales.
L'indice peut être utilisé pour déterminer la vulnérabilité d'un pays sur une importation. Dans le cas où un bien, non produit nationalement, doit être importé, et que l'indice est élevé, alors cela signifie que le pays est en situation de vulnérabilité face aux producteurs du bien.

## Formule
{\displaystyle H=\sum _{i=1}^{n}s_{i}^{2}}
où {\displaystyle s_{i}} est la part de marché de l'entreprise {\displaystyle i}   et {\displaystyle n} est le nombre d'entreprises. Par conséquent, sur un marché à deux entreprises dont chacune détient 50 % des parts de marché, le IHH vaut {\displaystyle 0,50^{2}+0,50^{2}=0,25+0,25=0,50}.
Selon la formule définie ci-dessus, le IHH ({\displaystyle H}) varie entre{\displaystyle 1/n} et 1 avec {\displaystyle n} le nombre d'entreprises sur le marché. De manière équivalente, cet indice peut valoir jusqu'à 10 000, si les pourcentages sont utilisés comme des entiers naturels, tel {\displaystyle 50} à la place de {\displaystyle 0,50}. La valeur maximale est alors {\displaystyle 100^{2}=10000}.
Il existe également un indice de Herfindahl-Hirschmann normalisé. Alors que l'IHH varie entre {\displaystyle 1/n} et 1, l'IHH normalisé varie entre 0 et 1. Sa formule est :
{\displaystyle H*={\left(H-1/n\right) \over 1-1/n}}
où, {\displaystyle n} est le nombre d'entreprises sur le marché, et H l'IHH tel que défini précédemment.
Si l'IHH tend vers {\displaystyle 1/n} le marché est à tendance concurrentielle et à l'inverse si l'IHH tend vers 1, le marché est alors à tendance monopolistique.
Développement de la formule de l’indice Herfindahl-Hirschmann normalisé

### Dérivée de l'indice de Herfindahl Hirschmann appliqué aux exportations de marchandises
Développement de la formule de l’indice Herfindahl-Hirschmann normalisé
L’indice Herfindahl-Hirschmann (HHI) est un indicateur de concentration de marché qui mesure la répartition des parts de marché entre différents acteurs. Dans ce cas, il est appliqué aux exportations d’un produit spécifique parmi plusieurs pays.Formule :
{\displaystyle H_{i}={\frac {{\sqrt {\sum _{j=1}^{N}\left({\frac {X_{i,j}}{X_{i}}}\right)^{2}}}-{\sqrt {\frac {1}{N}}}}{1-{\sqrt {\frac {1}{N}}}}}}
Explication des termes :
```
   

  

    

      

        

          
H

          

            
i

          

        

      

    

    
{\displaystyle H_{i}}

  

 : indice de concentration du produit 

  

    

      

        
i

      

    

    
{\displaystyle i}

  

,
```

```
   

  

    

      

        

          
X

          

            
i

            
,

            
j

          

        

      

    

    
{\displaystyle X_{i,j}}

  

 : valeur des exportations du produit 

  

    

      

        
i

      

    

    
{\displaystyle i}

  

 par le pays 

  

    

      

        
j

      

    

    
{\displaystyle j}

  

,
```

```
   

  

    

      

        

          
X

          

            
i

          

        

      

    

    
{\displaystyle X_{i}}

  

 : valeur totale des exportations mondiales du produit 

  

    

      

        
i

      

    

    
{\displaystyle i}

  

,
```

```
   

  

    

      

        
N

      

    

    
{\displaystyle N}

  

 : nombre total de pays.
```

Interprétation de l’indice :
```
Par exemple, une valeur de Hj égale à 1 indique que toutes les exportations du pays j 
proviennent d’un seul produit, tandis qu’une valeur de 0 signifie que les exportations sont réparties 
de manière homogène entre tous les produits.
```

Décomposition de la formule :
```
   Part relative des exportations :
   

  

    

      

        

          

            

              
X

              

                
i

                
,

                
j

              

            

            

              
X

              

                
i

              

            

          

        

      

    

    
{\displaystyle {\frac {X_{i,j}}{X_{i}}}}

  

 représente la part de marché du pays 

  

    

      

        
j

      

    

    
{\displaystyle j}

  

 pour le produit 

  

    

      

        
i

      

    

    
{\displaystyle i}

  

.
```

```
   Somme des parts de marché au carré :
   

  

    

      

        

          
∑

          

            
j

            
=

            
1

          

          

            
N

          

        

        

          

            
(

            

              

                

                  
X

                  

                    
i

                    
,

                    
j

                  

                

                

                  
X

                  

                    
i

                  

                

              

            

            
)

          

          

            
2

          

        

      

    

    
{\displaystyle \sum _{j=1}^{N}\left({\frac {X_{i,j}}{X_{i}}}\right)^{2}}

  

   Cela mesure la concentration brute des exportations.
```

```
   Normalisation :
   On soustrait 

  

    

      

        

          

            

              
1

              
N

            

          

        

      

    

    
{\displaystyle {\sqrt {\frac {1}{N}}}}

  

 pour ajuster en fonction du nombre de pays exportateurs, puis on divise par 

  

    

      

        
1

        
−

        

          

            

              
1

              
N

            

          

        

      

    

    
{\displaystyle 1-{\sqrt {\frac {1}{N}}}}

  

 pour obtenir un indice entre 0 et 1.
```